# ウィリアム・C・リー
ウィリアム・キャリー・"ビル"・リー（William Carey "Bill" Lee, 1895年3月12日 - 1948年6月25日）は、アメリカの軍人。「米陸軍空挺隊の父」("Father of the U.S. Army Airborne")としてその名を知られる。最終階級は少将。

## 経歴
1895年、ノースカロライナ州ダンにて父エルドリッジ・リーと母エマの間に7人兄弟の1人として生を受ける。父は商人(merchant)だった。リーはウェイクフォレスト大学およびノースカロライナ州立大学に通った。ノースカロライナ州立大学在学中に予備役将校訓練課程(ROTC)に志願して卒業し、その後1917年には陸軍少尉に任官した。第一次世界大戦中はアメリカ遠征軍に参加しフランスに展開した。
アメリカが第二次世界大戦に参戦した頃、少将に昇進したリーは空挺作戦の支持者となっていた。当時、陸軍内では空挺部隊を支持する将校は少なかったが、フランクリン・ルーズベルト大統領はこれを支持しており、リーに陸軍初の空挺小隊編成を命じた。これに従い設置された暫定落下傘集団(Provisional Parachute Group)は、やがて米陸軍空挺コマンド(United States Army Airborne Command)に発展した。ジョージア州フォート・ベニング内に設置された陸軍降下学校(Army's jump school)の初代校長もリーが務めた。また、こうした初期の空挺部隊を指導した功績により、リーは陸軍殊勲章を受章している。
1942年8月、リーはルイジアナ州キャンプ・クレイボーンにて新設された第101空挺師団の師団長に就任する。この際、彼は部下の将兵に対して「第101師団に歴史は無いが、運命とのランデブーがある」(The 101st has no history, but it has a rendezvous with destiny.)と語った。この「運命とのランデブー」という言葉は現在まで第101師団のモットーとして受け継がれている。
リーはDデイ（ノルマンディー上陸作戦）に備えたノルマンディー方面に対する空挺作戦の立案に携わり、また第101師団の降下訓練を行った。しかし侵攻の6ヶ月前、リーは心臓発作や脳卒中といった健康上の問題から前線を離れることを余儀なくされ、マクスウェル・D・テイラー将軍が師団長の職を引き継いだ。空挺隊員らはリーを称えるべく、Dデイにおいて「ビル・リー！」(Bill Lee)の掛け声と共にフランスへと降下したという。
1944年末に陸軍を退役し、それから4年後にノースカロライナ州ダンの自宅にて死去した。

## 私生活
1918年6月、デヴァ・ジョンソン(Dava Johnson)と結婚している。

## 名誉
彼の自宅があった場所には、現在ジェネラル・ウィリアム・C・リー空挺博物館(General William C. Lee Airborne Museum)がある。
2004年10月11日、アメリカ合衆国上院ではダン郵便局(Dunn Post Office)をジェネラル・ウィリアム・キャリー郵便局(General William Carey Lee Post Office)と改称する法案が通過した。
ノースカロライナ州立大学のリー学生寮(Lee Residence Hall)もリーの名にちなんだものである。リー学生寮はノースカロライナ州立大学最大の学生寮の1つである。